# Jyderup Kirke
Jyderup Kirke er en kirke i byen Jyderup fra sidste halvdel af 1100-tallet.

## Historie
Jyderup kirke var midtpunkt i den gamle landsby.
Da møntblokken i Jyderup kirke blev resatureret omkring år 1950, fandt man 11 mønter, de ældste fem hulpenninge fra Erik af Pommerens tid. 
| . |

## Kalkmalerier
Kalkmalerierne i Jyderup Kirke forestiller blandt andet scener fra Det Nye Testamente, skabelseshistorien, syndefaldet & dommedag.
|  |

## Sognepræster i Jyderup-Holmstrup
- Erik Nielsen indtil 1527
- Mads Pedersen 1527-1547
- Laurids Pedersen 1547-1562
- Laurids Nielsen 1562-1596
- Mads Pedersen 1596-1618
- Jakob Jensen 1618-1644
- Mads Jakobsen 1644-1676
- Anders Nielsen 1676-1687
- Mads Jensen Blank 1687-1696
- Peter Torrup 1696-1705
- Justus From 1705-1741
- David Plesner 1741-1778
- Hans Phillip Gøtzsche 1778-1829
- Jens Assenius Bache 1829-1859
- Hans Jakob Schaumburg 1888-1913
- Ludvig Nikolaj Spleth 1913-1939
- Frederik Emil Sørensen 1939-1955
- Andreas Hjørlund 1955-1983
- Søren Trolddal Nielsen 1983-2016
- Lars Ulrik Jensen 2017-2021
- Louise Amalie Joensen (?)
- Karin Wandall 2022- [9]